# George Trevelyan, 2. Baronet

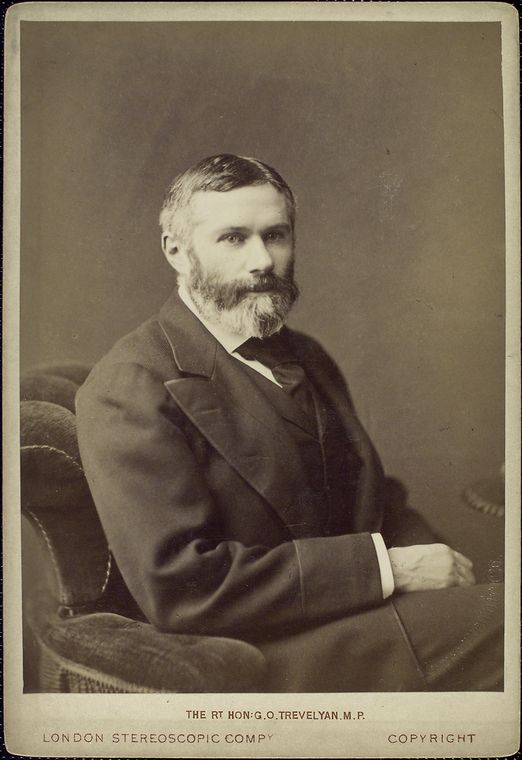
George Trevelyan

Sir George Otto Trevelyan, 2. Baronet (* 20. Juli 1838 in Rothley Temple, Leicestershire; † 17. August 1928 in Wallington, Northumberland) war britischer Historiker und Staatsmann in der Regierung William Gladstone.

## Leben
Er war der Sohn von Sir Charles Edward Trevelyan, 1. Baronet und Hannah More Macaulay. Beim Tod seines Vaters am 19. Juni 1886 erbte er dessen Adelstitel Baronet, of Wallington in the County of Northumberland, der diesem am 13. März 1874 in der Baronetage of the United Kingdom verliehen worden war.
Am 29. September 1869 heiratete er Caroline Philipps und hatte mit ihr zusammen drei Söhne: Charles Philips (1870–1958), Robert Calverly (1872–1951), George Macaulay (1876–1962).
Er wurde an der Harrow School erzogen und schloss 1864 sein Studium am Trinity College der University of Cambridge als Master of Arts (M.A.) ab.
Als Mitglied der Liberal Party ließ er sich erstmals für die Wahlperiode 1865 bis 1868 im Wahlbezirk Tynemouth and North Shields als Abgeordneter ins House of Commons wählen. Er wurde mehrfach wiedergewählt und war von 1868 bis 1886 für den Wahlbezirk Hawick District of Burghs und von 1887 bis 1897 für den Wahlbezirk Glasgow Bridgeton. Von 1869 bis 1870 war er ein Lord of the Admiralty sowie von 1880 bis 1882 Parliamentary Secretary to the Admiralty. 1882 wurde er ins Privy Council aufgenommen. Von 1882 bis 1884 hatte er das Amt des Chief Secretary for Ireland, 1884 bis 1885 das Amt des Chancellor of the Duchy of Lancaster sowie 1886 und von 1892 bis 1895 das Amt des Secretary of State for Scotland inne.
1900 wurde er in die American Academy of Arts and Sciences und 1904 in die British Academy gewählt. Ferner wurde er Honour Doctor of Law (LL.D.) der Edinburgh University, Honour Doctor of Civil Law (D.C.L.) und Honour Fellow des Oriel College der University of Oxford, und mit dem Order of Merit (O.M.) ausgezeichnet.
Als er 1928 starb, erbte sein ältester Sohn Charles seinen Adelstitel.

## Werk
Zu seinen Schriften gehört unter anderem eine zu seiner Zeit weitgelesene Monographie über die Belagerung von Kanpur und das Massaker an den im Bibighar gefangengehaltenen britischen Frauen und Kindern. Der Historiker Christopher Herbert nennt George Trevelyans Schrift klar und elegant geschrieben und ohne die halbpornographische Schilderung der blutigen Ereignisse, die eine Reihe zeitgenössischer Autoren kennzeichnete, die sich ebenfalls mit dem Indischen Aufstand auseinandersetzten. Er gehörte zu den frühen Autoren, die britische Offiziere wie James Neill, die unmittelbar während und kurz nach dem Indischen Aufstand in Großbritannien als „Racheengel“ verehrt wurden, wegen ihrer Vorgehensweise kritisierte. James Neill beispielsweise bezeichnete er als ein Monster, das für eine mörderische Kriegsführung verantwortlich sei.

## Einzelbelege
1. ↑  Christopher Herbert: War of no Pity. The Indian Mutiny and Victorian Trauma, Princeton University Press, Princeton 2008, ISBN 978-0-691-13332-4, S. 183
2. ↑  Herbert, S. 192